# Rudolf Niklas
Rudolf Niklas (* 23. April 1906 in Lienz; † 7. Juli 1972) war ein österreichischer Politiker (SPÖ) und Landwirt. Niklas war von 1952 bis 1967 Abgeordneter zum Landtag von Niederösterreich.

## Leben
Niklas besuchte in Wiener Neustadt die Volks- und Bürgerschule und absolvierte danach eine Lehre als Schlosser. Danach war er im landwirtschaftlichen Betrieb seiner Eltern in Orth an der Donau tätig und machte sich danach als Landwirt in Wagram an der Donau selbständig. Während des Zweiten Weltkriegs musste Niklas zwischen 1939 und 1945 seinen Militärdienst ableisten.
1957 übersiedelte er nach Göpfritz an der Wild. Er war in landwirtschaftlichen Organisationen aktiv.

## Politik
Nach dem Ende des Krieges war er von 1947 bis 1955 Gemeinderat in Wagram. Zudem vertrat er die SPÖ vom 28. November 1953 bis zum 6. März 1963 im Niederösterreichischen Landtag und war darüber hinaus von 1950 bis 1970 Landeskammerrat und ab 1958 Landesobmann des Arbeiterbauernbundes. Von 1965 bis 1970 hatte er in Göpfritz an der Wild die Funktion eines Gemeinderates inne.